# Amelia Racea
Amelia Elena Racea (Târgu Jiu, 29 agosto 1994) è un'ex ginnasta rumena.
È stata campionessa europea alla trave nel 2010.

## Carriera sportiva

### Carriera juniores
Vince un argento e un bronzo agli Europei 2008 juniores. Nel 2009 si piazza quinta all'American Cup,battendo ginnaste con più esperienza come Kristina Goryunova e Koko Tsurumi.Vince due ori anche agli EYOF di Tampere nello stesso anno.

### Carriera senior
Nel 2010 viene convocata per gli Europei 2010 dove vince un bronzo con la squadra e diventa campionessa europea di trave.Nello stesso anno viene convocata per i Mondiali 2010 ma un infortunio la ferma durante la prova podio e non gareggia.
Nel 2011,nel concorso individuale, vince un bronzo agli Europei e un oro in Coppa del Mondo.Buone performance in queste gare l'aiutano a guadagnarsi un posto nella squadra dei Mondiali 2011 insieme a Catalina Ponor, Raluca Haidu, Diana Chelaru, Diana Bulimar e Ana Porgras, dove però la Romania non vince medaglie né individuali né a squadre.
Nel 2012 un infortunio non le permette di prepararsi in tempo né per gli Europei né per le Olimpiadi,e viene convocata solo come riserva. Si ritira a ottobre 2012 con l'intenzione di concludere i suoi studi.